# Franklin D. Roosevelt (Métro Paris)

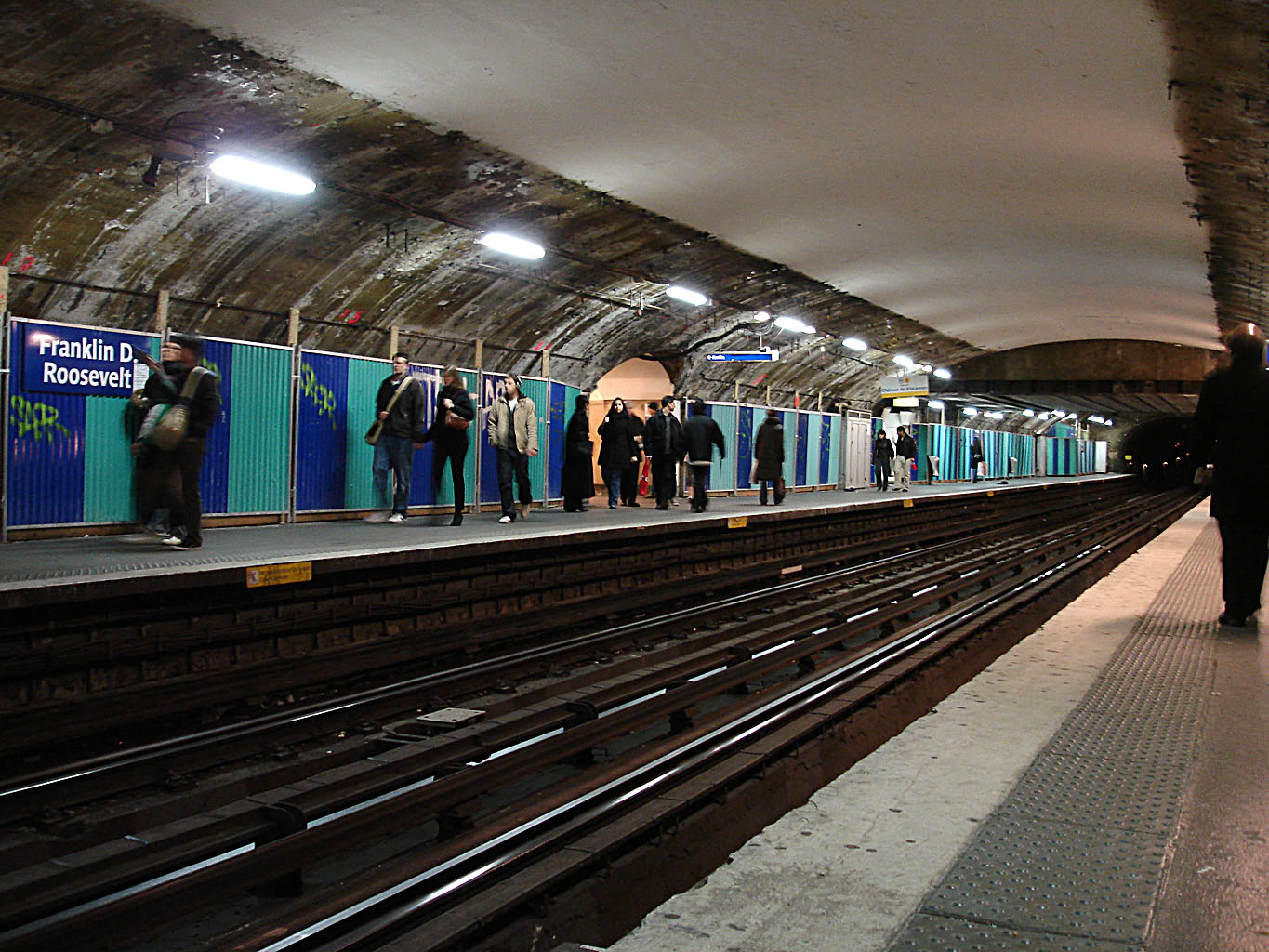
Station der Linie 1 während des Umbaus, 2008

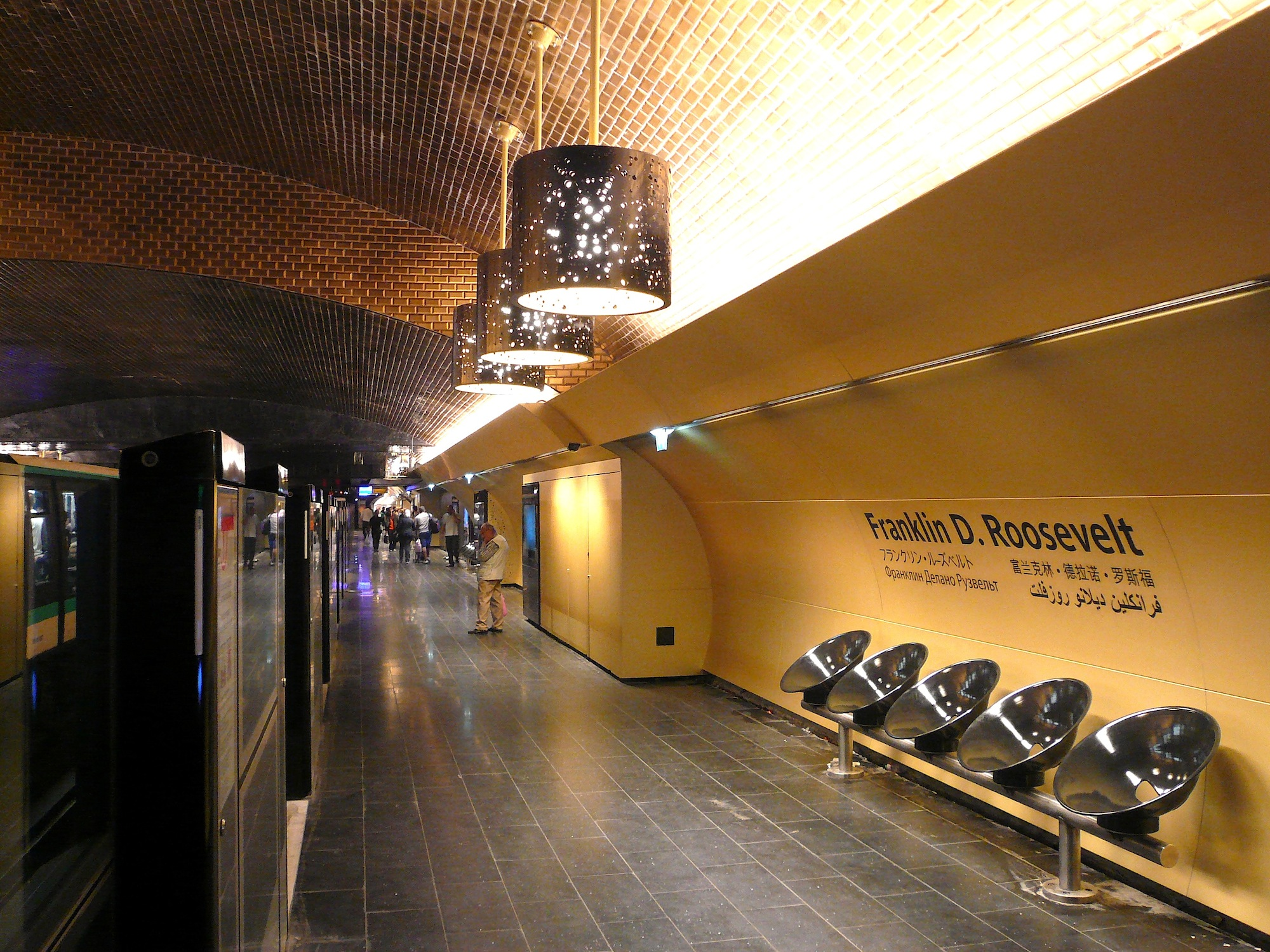
Neugestalteter Bahnsteig der Linie 1 mit Bahnsteigtüren, 2011

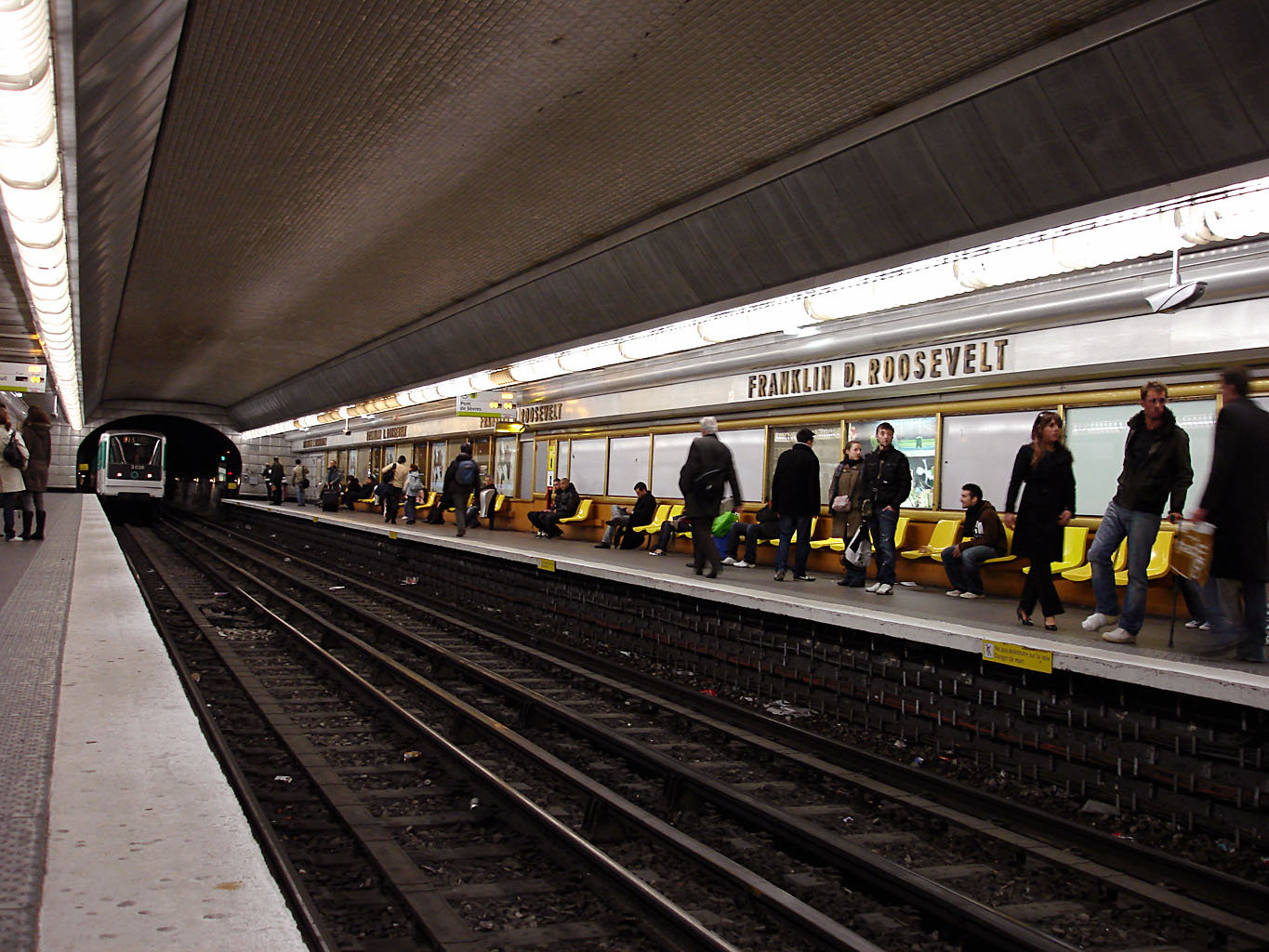
Station der Linie 9 mit Vitrinen und einfahrendem Zug der Baureihe MF 67, 2008

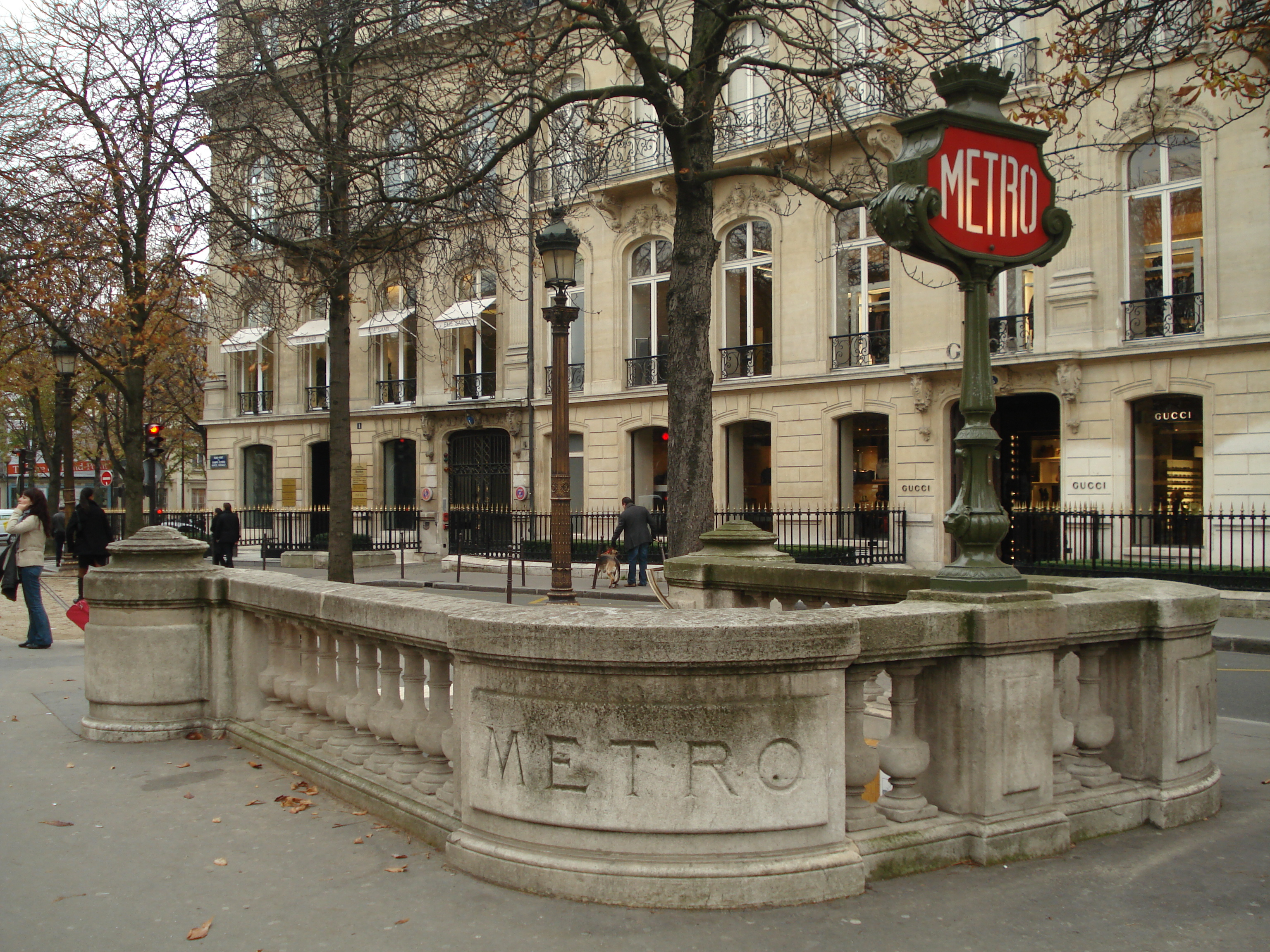
Von Joseph Cassien-Bernard gestalteter neoklassizistischer Zugang Rond-Point des Champs-Élysées / Avenue Montaigne mit ungewöhnlichem Hinweisschild

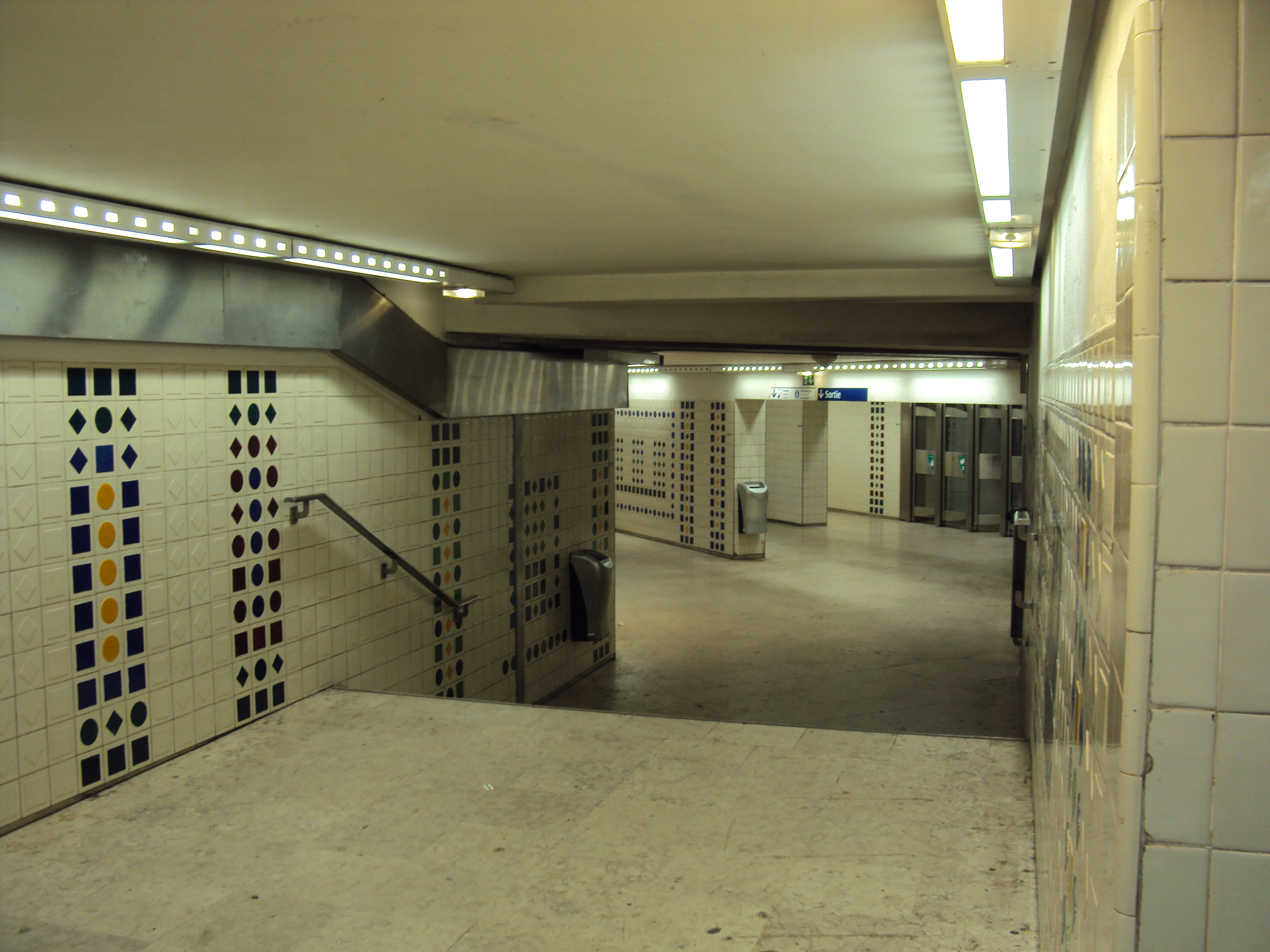
1942 eröffneter Verbindungsgang zwischen den beiden Stationen

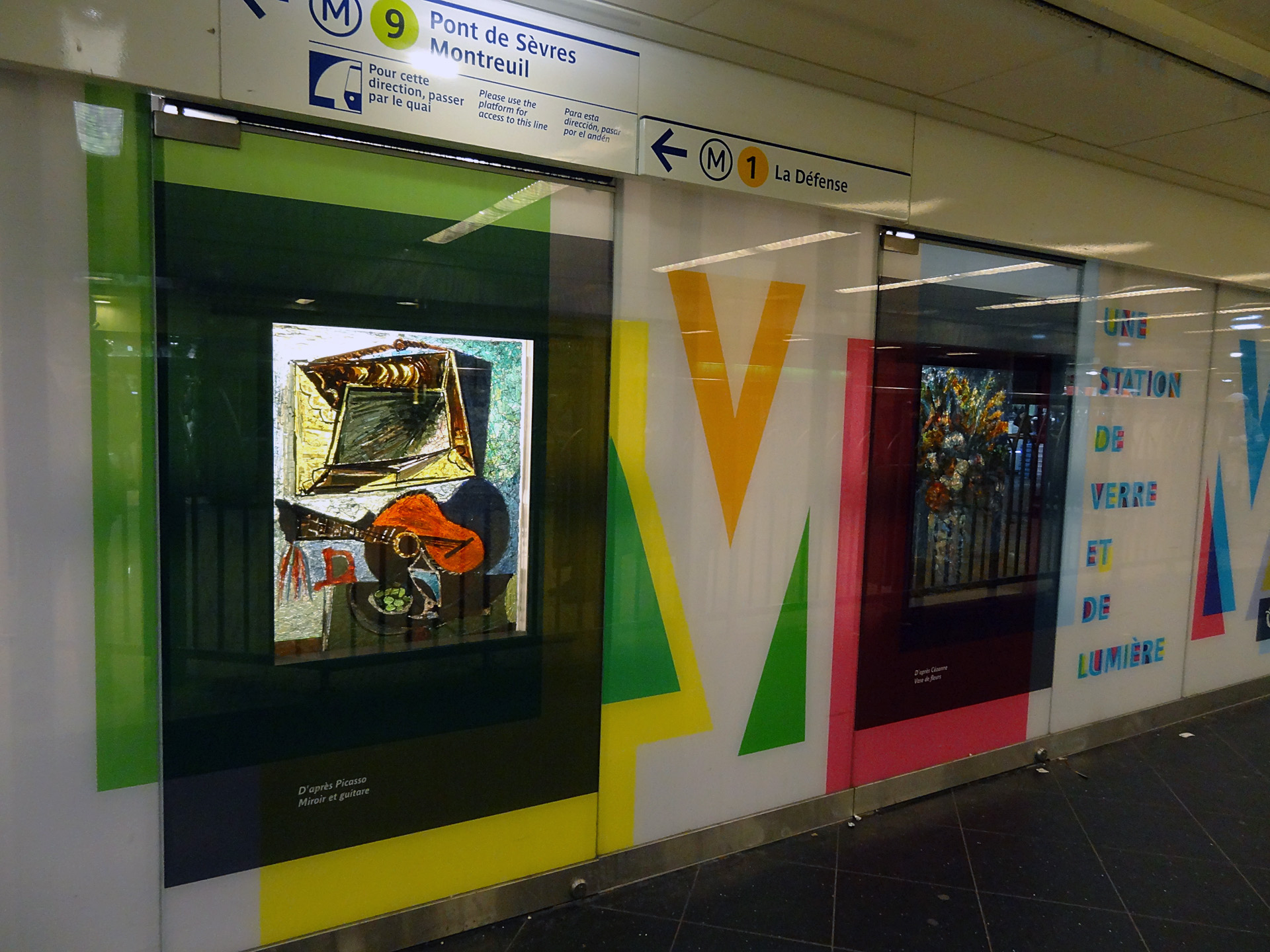
Glasbilder in der Schalterhalle, 2012

Franklin D. Roosevelt [fʁɑ̃klɛ̃ de ʁozvɛlt] ist ein unterirdischer Umsteigebahnhof der Pariser Métro. Er wird von den Linien 1 und 9 bedient. Mit etwa zwölf Millionen Fahrgästen pro Jahr ist er die am vierzehnthäufigsten frequentierte Métrostation in Paris.

## Lage
Der U-Bahnhof befindet sich an der Grenze des Quartier du Faubourg du Roule mit dem Quartier des Champs-Élysées im 8. Arrondissement von Paris. Die Station der Linie 1 liegt längs unterhalb der Avenue des Champs-Élysées östlich der Einmündung der Rue Marbeuf, die der Linie 9 längs unterhalb der Avenue Montaigne. Die beiden Strecken kreuzen sich unter dem Rond-point des Champs-Élysées (seit 1991: Rond-point des Champs-Élysées-Marcel-Dassault).

## Name
Namengebend ist die nahe Avenue Franklin Delano Roosevelt (vor 1946: Avenue Victor-Emmanuel III). Franklin D. Roosevelt (1882–1945) war von 1933 bis zu seinem Tod Präsident der Vereinigten Staaten von Amerika. Während seiner Amtszeit traten im Dezember 1941 die Vereinigten Staaten in den Zweiten Weltkrieg ein.
Bei ihrer Eröffnung trug die Station der Linie 1 nach der Rue Marbeuf den Namen „Marbeuf“. Der General Louis Charles René (1712–1786), Graf von Marbeuf, war Gouverneur von Korsika. Dort freundete er sich mit der Familie Bonaparte an und protegierte den jungen Napoleon Bonaparte.
Die Station der Linie 9 wurde mit dem Namen „Rond-Point des Champs-Élysées“ in Betrieb genommen. Der kreisrunde Platz (rond-point) liegt etwa mittig in der Avenue des Champs-Élysées an deren Schnittpunkt mit der Avenue Franklin Delano Roosevelt. Am 6. Oktober 1942 wurden die beiden Stationen zum Umsteigebahnhof „Marbeuf–Rond-Point des Champs-Élysées“ zusammengefasst. Die Namensänderung in Franklin D. Roosevelt erfolgte am 30. Oktober 1946.

## Geschichte
Als Teil des ersten Abschnitts der Linie 1 zwischen Porte de Vincennes und Porte Maillot, der am 19. Juli 1900 eröffnet wurde, ging die Station „Marbeuf“ in Betrieb.
Die Station „Rond-Point des Champs-Élysées“ (umgangssprachlich nur: Rond-Point) der Linie 9 wurde eröffnet, als jene am 27. Mai 1923 von Trocadéro nach Saint-Augustin verlängert wurde. Zunächst gab es zwischen den beiden, verhältnismäßig weit auseinanderliegenden Stationen (ca. 200 m) keine direkte Verbindung. Erst am 6. Oktober 1942 wurde ein unterirdischer Verbindungsgang für Umsteiger eröffnet und die Stationen erhielten den gemeinsamen Namen „Marbeuf–Rond-Point des Champs-Élysées“ (umgangssprachlich auch: Champs-Élysées–Marbeuf).
Der U-Bahnhof wurde nach dem Zweiten Weltkrieg als Erster renoviert. Die Einweihung wurde in der Nacht zum 2. März 1957 mit einer großen Zeremonie gefeiert. Aufgrund der damals längs der Bahnsteige installierten Vitrinen, in denen (in der Station der Linie 1) Replikate von Gemälden in Form von Glasbildern ausgestellt waren, wurde er auch als „Station musée“ (Museumsbahnhof) bezeichnet. Die Vitrinen in der Station der Linie 9 sind der Werbung anliegender Geschäfte vorbehalten, die Glasbilder der Linie 1 wurden in den 2000er Jahren in die Schalterhalle verlegt.
Die Station der Linie 1 wurde in den 1960er Jahren von 75 m auf 90 m verlängert und für den Verkehr mit gummibereiften Zügen umgerüstet. Im Jahr 2008 wurde sie im Zuge der Einführung des fahrerlosen Betriebs auf der Linie 1 grundlegend renoviert. Die Bahnsteige wurden angehoben und Bahnsteigtüren installiert.

## Beschreibung
Beide Stationen liegen unter elliptischen Deckengewölben, sie haben gekrümmte Seitenwände und Seitenbahnsteige an zwei Streckengleisen. Die Station der Linie 9 weist nach wie vor die ursprüngliche Pariser Standardlänge von 75 m auf.
Der Tunnel der Linie 9 unterquert am Rond-point des Champs-Élysées-Marcel-Dassault den der Linie 1 sowie den Abwasserkanal „Collecteur Montaigne“ und schwenkt dann nach Norden unter die Avenue Franklin Delano Roosevelt. Eine Gleisverbindung zwischen den beiden Linien existiert nicht, südlich ihrer Station hat die Linie 9 einen einfachen Gleiswechsel.
Vom Straßenraum aus gibt es sieben Zugänge, von denen sechs von Joseph Cassien-Bernard im Stil des Neoklassizismus gestaltet wurden. Der östliche Zugang Rond-Point des Champs-Élysées / Avenue Montaigne trägt ein nur dort vorkommendes beleuchtetes Hinweisschild.

## Fahrzeuge
Zunächst verkehrten auf der Linie 1 Züge, die aus einem Triebwagen mit nur einem Führerstand und zwei Beiwagen bestanden. Diese Fahrzeuge waren zweiachsig und jeweils knapp neun Meter lang. Bereits 1902 wurden Acht-Wagen-Züge mit je einem Triebwagen an den Zugenden gebildet. Bis 1905 wurden die Triebwagen, ab 1906 auch die Beiwagen durch vierachsige Fahrzeuge auf Drehgestellen ersetzt. 1908 hielten dunkelgrün lackierte Fünf-Wagen-Züge der Bauart Sprague-Thomson auf der Linie 1 Einzug, die sich dort bis in die 1960er Jahre hielten. Ab Mai 1963 wurden die auf Schienen verkehrenden Sprague-Thomson-Züge sukzessive durch gummibereifte Fahrzeuge der Baureihe MP 59 abgelöst, bis Dezember 1964 herrschte Mischverkehr der zwei Betriebsarten. 1997 folgte die Baureihe MP 89 CC, die mit der Aufnahme des automatischen Betriebs der Baureihe MP 05 wich.
Zunächst verkehrten auf der Linie 9 Züge der Bauart Sprague-Thomson, 1983 wurden sie durch solche der Baureihe MF 67 ersetzt. Seit Oktober 2013 kommt zunehmend die Baureihe MF 01 zum Einsatz.

## Umgebung
- Avenue des Champs-Élysées
- Théâtre du Rond-Point
- Grand Palais